# Calochortoideae
Calochortoideae е подсемейство, което включва многогодишни, цъфтящи растения, класифицирани към семейство Кремови. Въпросните Кремови са известни още като така наречените Лилиеви. Цветовете на Калохортусови изглеждат малко по-различно и имат характерни белези помежду си, с които леко се отличават от тези причислени към съседното, по-голямо подсемейство. При някои са като камбанки, при други са широко отворени, а при трети напомнят на лале. Тези растения включват 5 рода, най-популярният от които е Calochortus. Точно той всъщност е дал наименованието на подсемейството.